# Коптевка (станція, Ульяновська область)
Коптевка (рос. Коптевка) — станция в Новоспаському районі Ульяновської області Російської Федерації.
Населення становить 44 особи. Входить до складу муніципального утворення Коптєвське сільське поселення.

## Історія
Від 2004 року входить до складу муніципального утворення Коптєвське сільське поселення.

## Населення
| 2010 |
| ---- |
| 44   |